# Прат де Љобрегат
Прат де Љобрегат (шп. El Prat de Llobregat) град је у Шпанији у аутономној заједници Каталонија у покрајини Барселона. Према процени из 2008. у граду је живело 62.899 становника.

## Становништво
Према процени, у граду је 2008. живело 62.899 становника.
| 1991.  | 2001.  |
| ------ | ------ |
| 64.321 | 61.818 |

## Партнерски градови
- Garrovillas de Alconétar
- Gibara
- Kukra Hill